# Maria Emil Freiherr Taxis von Bordogna und Valnigra

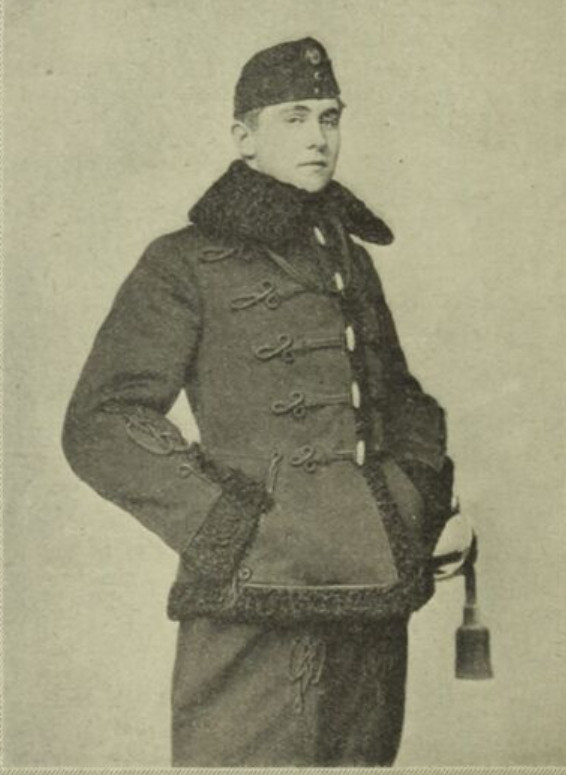
Baron Emil Taxis, Foto von Sándor Strelisky, vor 1925

Maria Emil Freiherr Taxis von Bordogna und Valnigra, auch Emil Taxis von Bordogna, (* 16. Juni 1893 in Pécs (Ungarn); † 1945 in Budapest) stammte aus dem Adelsgeschlecht Taxis-Bordogna-Valnigra. Der Rennstallbesitzer war eine schillernde Figur der Wiener und Budapester Gesellschaft der 1920er-Jahre und erregte Aufsehen durch private und geschäftliche Skandale.

## Leben
Emil Taxis von Bordogna war der Sohn von Jozsef Freiherr Taxis von Bordogna und Valnigra sowie Eugenie Taxis von Bordogna und Valnigra (geborene Jantsovits).
Taxis war ein Kadett im k.u.k. Husarenregiment „Ferdinand I. König der Bulgaren“ Nr. 11. Nach dem Ersten Weltkrieg wurde gelegentlich berichtet, er sei Flieger gewesen.
1915 heirateten in Budapest Emil Taxis und Baronesse Theodora Groedel von Gyulasalva und Bogdán; Trauzeuge von Taxis war der spätere Minister Aladár Zichy.

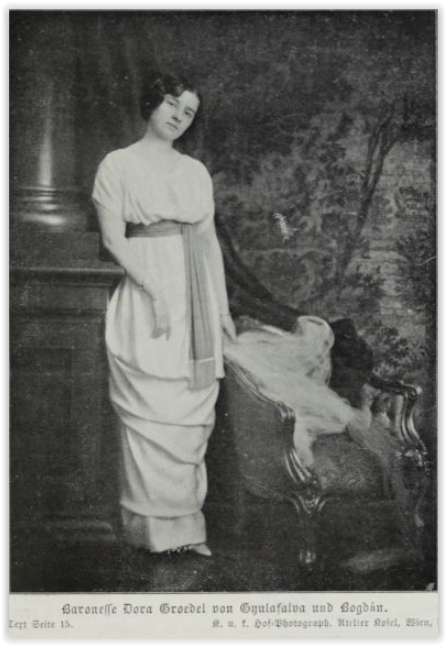
Theodora Groedel von Gyulasalva und Bogdán, Foto Hermann Clemens Kosel, um 1913

Ab 1916 trat Taxis als Rennpferdebesitzer in Erscheinung. Taxis flüchtete 1919 vor der Räteregierung aus Ungarn nach Wien. Er nahm Schulden beim ebenfalls geflüchteten Esseger Bankdirektor Ernst Hubert auf und konnte diese nicht vereinbarungsgemäß zurückzahlen.
1922 konnte Taxis Schulden für Kleider und Schmuck beim Wiener Kaufmann Bernhard Kramer nicht bezahlen, weil eine von Taxis erhoffte Heirat ausblieb; man einigte sich darauf, dass Taxis dem Kramer zur Begleichung seiner Schulden zwei Rennpferde überließ. Doch stellte sich heraus, dass die Rennpferde nicht ganz einwandfrei waren. Kramer übernahm sich in der Folge mit den Kosten für Betreuung und Training der Pferde, wurde zahlungsunfähig und wegen fahrlässiger Krida zu einer Haftstrafe verurteilt.
Anfang 1923 wurde Taxis’ Ehe mit Theodora Groedel gerichtlich geschieden. Taxis wurde weiter vor allem als Rennstallbesitzer wahrgenommen, der in der Freudenau und in Karlsbad erfolgreich war.

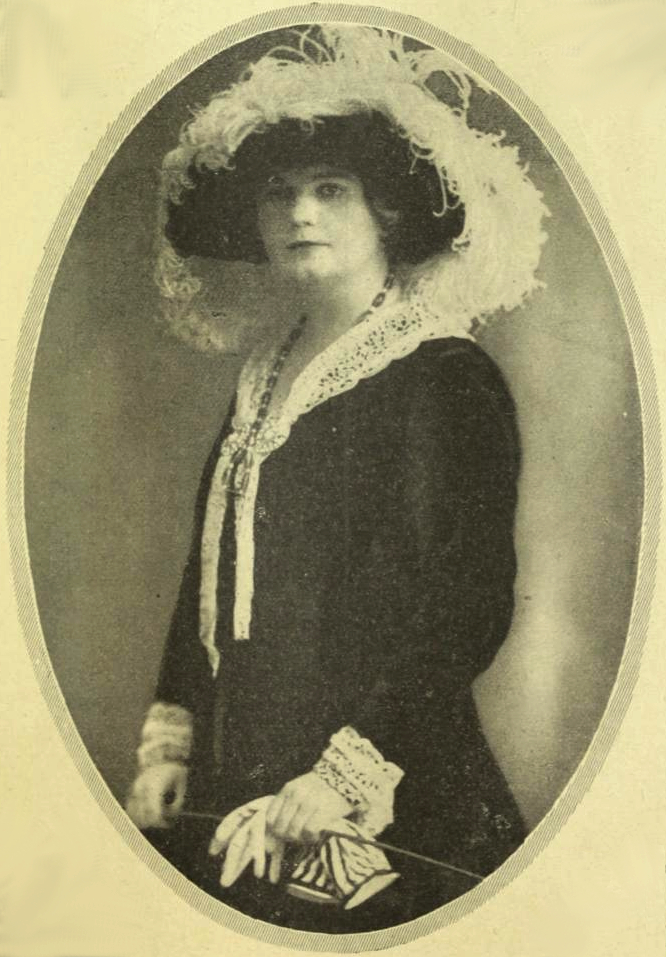
Hedwig Tusar-Taxis, Foto von Becker und Maass um 1925

1924 heiratete Taxis Hedvika Tusarová (geb. Welzel), die Witwe des tschechoslowakischen Ministerpräsidenten Vlastimil Tusar. Taxis galt damals vielen als „der schönste Mann Wiens.“ Das Paar lebte auf Schloss Hellerhof. Doch schon wenige Monate nach der Eheschließung, nach Bekanntwerden von Taxis’ Spekulationsverlusten, kursierten erste Scheidungsgerüchte; das Paar trennte sich; Taxis lebte dann wieder in Wien. Zu Jahresanfang 1924 hatte Taxis dem Aladar Mertens Wertpapiere im Wert von einer Milliarde Kronen zur Veranlagung übergeben. Mertens legte die Papiere beim Bankhaus Kalmar auf sein eigenes Spekulationskonto. Das Bankhaus wurde insolvent, Taxis erlitt einen Totalverlust. Taxis behauptete, er habe Mertens ausdrücklich untersagt, die Papiere bei eben jenem Bankhaus anzulegen, woraufhin Mertens wegen Betrugs und Veruntreuung angeklagt wurde. Die Zeugenaussagen waren widersprüchlich. Mertens wurde in erster Instanz wegen Veruntreuung, nicht aber wegen Betrugs, verurteilt; das Urteil wurde später aufgehoben, es erfolgte nur eine Verurteilung wegen fahrlässiger Krida.
1924 wurde für den tschechoslowakischen Staatspräsidenten Tomáš Garrigue Masaryk ein Bericht verfasst, in dem zu lesen ist: „Emil Taxis lebte vor dem Krieg in Budapest, wo er als 18-Jähriger eine bekannte Persönlichkeit in homosexuellen Gesellschaften war. Durch den Schutz eines seiner Anhänger gelangte er zu Beginn des Krieges in das Husarenregiment, wo er zum Oberleutnant befördert wurde. Nach dem Krieg heiratete er die Baronin Grödl, die über ein großes Vermögen verfügte, und mit diesem Geld richtete Taxis einen Rennstall ein. Grödlová wurde später geschieden. Der Genannte lebte weiterhin mit einer gewissen Baroness Scotti zusammen, die früher eine Prostituierte war, die Tochter eines Hausmeisters und mit Baron Scotti verheiratet war. Taxis, der heute etwa 28 Jahre alt ist, unternahm jedes Jahr Reisen nach Amerika, Paris oder an die Riviera und kehrte von diesen Reisen stets mit beträchtlichen Geldsummen zurück, die er aus seinen Liebesaffären mit verheirateten Frauen bezog. Der Pferderennstall der genannten Person besteht aus 4 Pferden und Insidern ist bekannt, dass Taxis durch eine betrügerische Methode, nämlich Injektionen /Doping/, unerwartete Siege errang, mit denen er große Geldsummen verdiente.“
Im November 1924 wurde berichtet, Taxis würde eine Hauptrolle in einem Film des Richard Oswald übernehmen. Dazu dürfte es jedoch nicht gekommen sein.
Im Jänner 1925 versuchte sich Taxis im Bobsport in St. Moritz als Anschieber für den Bob des französischen Meisterboxers Georges Carpentier, doch kam es zu einem schweren Trainingssturz, bei dem Taxis leicht verletzt wurde.
Zu den Weihnachtsfeiertagen 1925 kam es zu einem Gesellschaftsskandal um das getrennt lebende Ehepaar, der weltweit für Schlagzeilen sorgte. Emil Taxis und seine Frau Hedwig trafen in einem Wiener Hotel aufeinander, sie versuchten, finanzielle Angelegenheiten zu klären. Es kam zu einer tätlichen Auseinandersetzung, dann zunächst zur Versöhnung. Emil Taxis wurde von seiner Frau auf Schloss Hellerhof in Paudorf bei Krems eingeladen; bei ihrer Ankunft verprügelten Hedwikas Vater, ihr Bruder und deren Gärtner den Emil Taxis. Manche berichteten, Emil sei provoziert worden und habe mit Tätlichkeiten begonnen, andere berichteten, er sei – nachdem seine Gattin bereits in Wien den Wunsch gehabt habe, ihn zu erschießen – unvermutet brutal angegriffen worden, sogar von einem Mordversuch war die Rede.
Taxis hatte zu dieser Zeit bereits die Bekanntschaft der Sängerin und Tänzerin Renee Fayette-Hahn, geborene Irene Srnetz, gemacht. Ihr verkaufte Taxis im Jänner 1926 seine Rennpferde, so dass Fayette als Rennstallbesitzerin fungierte und Taxis als Trainer. Taxis’ Ehefrau Hedwig Tusar, die eine Affäre vermutete, brachte im Frühling 1926 eine Ehebruchsklage gegen Taxis und Fayette ein. Die beiden führten ein luxuriöses Leben, wohnten im Wiener Grand Hotel und unternahmen Reisen nach Paris und London.
Im Juni 1926 wies Taxis seinen Sekretär Oskar Krall an, eine Brillantbrosche, die dem Wiener Rittmeister und Kaufmann Rudolf Erm gehörte, im Pfandhaus zu versetzen. Taxis hatte Krall gegenüber behauptet, die Brosche rechtmäßig gegen ein Rennpferd eingetauscht zu haben. An Erm wurde ein Schreiben übermittelt, wonach die Krall die Brosche verspielt habe und nach Ungarn geflüchtet sei. Taxis wurde daraufhin der Reisepass abgenommen und erst nach einer mit Erm getroffenen Einigung wieder ausgehändigt. Krall wurde Ende 1926 am Wiener Landesgericht vom Vorwurf der Veruntreuung freigesprochen mit der Begründung, dass nicht er, sondern Taxis der Urheber des „schlechten Scherzes“ gewesen sei.
Im Spätsommer 1926 verschwanden Taxis und Fayette aus Wien. Es wurden Vorwürfe laut, sie hätten Juweliere geschädigt und Rechnungen bei Hotels und Modefirmen schuldig geblieben. Schließlich fahndeten österreichische, deutsche und tschechoslowakische Behörden aufgrund der ihm zur Last gelegten Unterschlagungen steckbrieflich nach Taxis.
Monate später konnte Fayette gerichtlich die Aufhebung der auf Betreiben eines von Taxis’ Gläubigern vorgenommene Pfändung eines Rennpferdes durchsetzen: Fayette gab an, dass das Pferd zum Zeitpunkt der Pfändung nicht mehr Taxis gehörte, sondern dass Taxis ihr das Pferd zur Begleichung von Schulden überlassen hatte, die er bei Fayette gemacht hatte.
1927 wurde im Zusammenhang mit einem Betrugsprozess gegen einen Wiener Juwelier rund um den Verkauf wertloser Pfandgutscheine, die auf überhöhten Schätzgutachten des Meidlinger Dorotheums beruhten, eine „ganz merkwürdige Transaktion“ Taxis’ bekannt: Taxis hatte solche Pfandscheine gekauft und sie als Deckung für ein Darlehen an einen Schuhfabrikanten weitergegeben; es ließ sich nicht nachweisen, dass Taxis dabei in betrügerischer Absicht mit dem Juwelier zusammengearbeitet hatte.
Im Sommer 1927 berichteten Zeitungen in Deutschland, Österreich und Ungarn von einer Verlobung Taxis’ mit der geschiedenen Gräfin Maria Wurmbrand-Stuppach, einer Tochter des Gestütbesitzers Aristides Baltazzi. Doch stellte sich heraus, dass Taxis die Meldung erfunden hatte, um als kreditwürdiger zu erscheinen. Im März 1928 soll Taxis in Budapest die reiche geschiedene Frau eines bekannten Den Haagener Rechtsanwalts Heringer, eine geborene Hueting, geheiratet haben, die in Monte Carlo kennen gelernt hatte. Taxis wurde auch nachgesagt, er sei dann für kurze Zeit mit der „in der Wiener Lebewelt bekannten“ geschiedenen Baronin Scotti verheiratet gewesen, gegen die später Ermittlungen im Zusammenhang mit von ihrem dritten Ehemann Emil Koref begangenen Veruntreuungen rund um den Konkurs der Slovenska Banka geführt wurden; Koref hatte der mondänen Scotti durch großen Luxus imponieren wollen.
1930 fand unter ungarischen Emigranten in den USA eine Geldsammlung für den Ankauf eines Flugzeugs statt, mit dem Emil Taxis den von Lord Rothermere ausgesetzten Preis für einen Nonstop-Flug von Detroit nach Budapest erringen wollte. Taxis hielt sich damals als Pilot in Kalifornien auf.
1935 berichteten Zeitungen über eine Verlobung und angeblich bevorstehende Verheiratung von Emil Taxis und Gladys Vanderbilt, einer Verwandten des Grafen Szechenyi, doch scheint es nicht zur Eheschließung gekommen zu sein.
1936 klagte Emil Taxis in Budapest den Unternehmer Wilhelm Matthias Mayer. Mayer, der mit Taxis nach Amerika reiste, um Taxis dort eine Stelle zu vermitteln, soll Pretiosen des Taxis veruntreut haben. Die Klage wurde als unbegründet abgewiesen und brachte Taxis eine Bestrafung wegen Verleumdung vor einer Behörde ein.
1937, Taxis lebte nun verheiratet mit einer geb. Leszek in Budapest, wurde unter der Androhung der Entführung seines dreijährigen Sohnes versucht, der Familie Geld abzupressen.